# Ziska Riemann

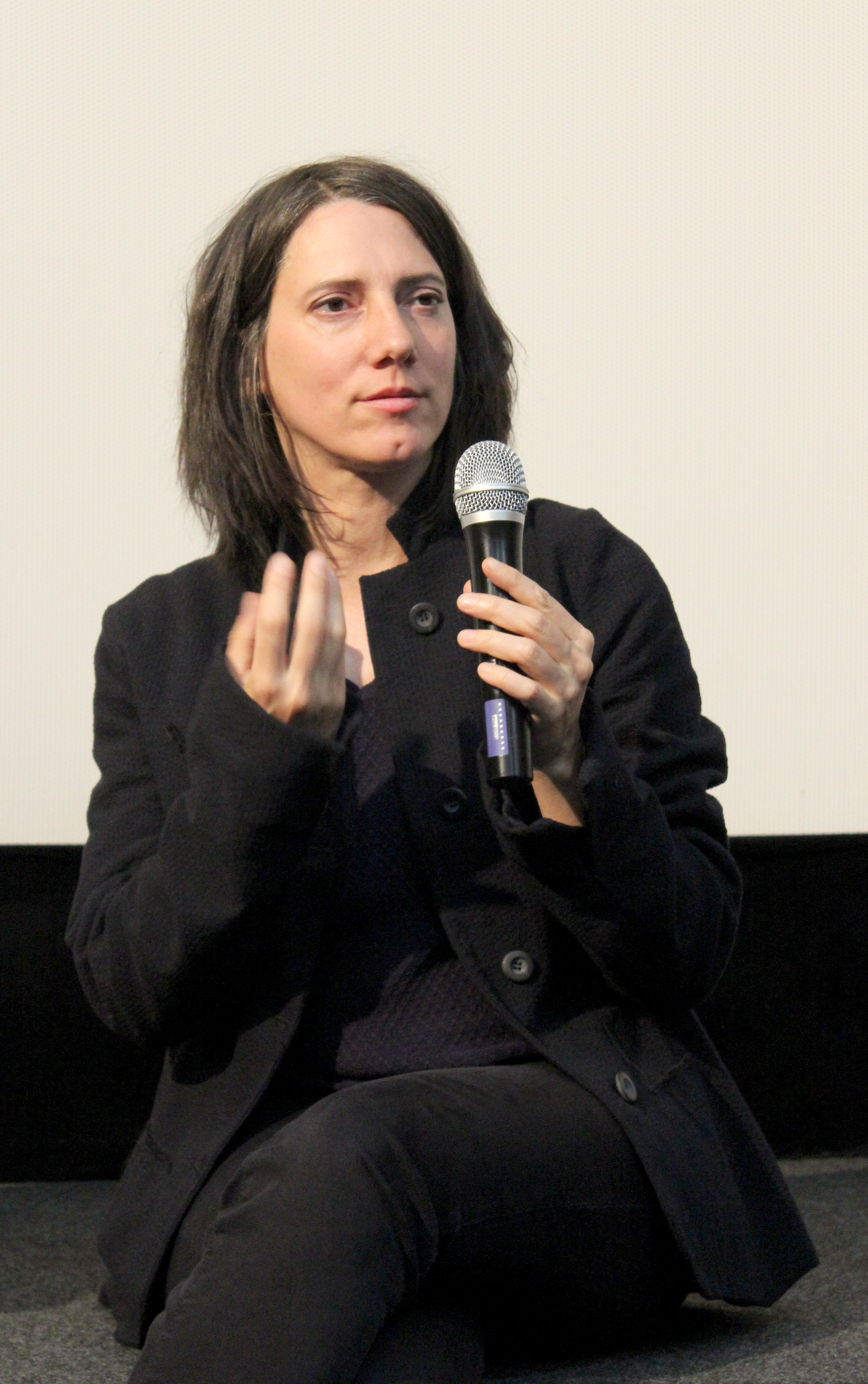
Ziska Riemann im Metropol-Filmkunstkino Düsseldorf 2019.

Ziska Riemann (* 10. August 1973 in München als Franziska Riemann) ist eine deutsche Comiczeichnerin, Filmregisseurin, Drehbuchautorin und Musikerin.

## Leben
Ziska Riemann, Tochter des Bildhauers, Architekten und Puppenspielers Dietrich Riemann und der Architektin Gunhild Reuter, wuchs in Berlin-Schöneberg auf.  Nach dem Schulabschluss 1991 machte sie von 1994 bis 1997 eine Ausbildung zur Heilpraktikerin und Shiatsu-Therapeutin am Institut Edith Storch (GSD geprüft) und von 2013 bis 2018 zur Atempädagogin nach Ilse Middendorf.
Sie ist die einzige Schülerin des Karikaturisten und Comiczeichners Gerhard Seyfried. Für die Veröffentlichung ihrer über die Jahre in Berlin entstandenen Lieder gründete sie 2005 das eigene Label MerMer Records.
Seit Herbst 2022 ist Riemann Mitglied der Deutschen Filmakademie.

## Werke (Auswahl)

### Film und Drehbuch
- 1992: Future Subjunkies, Kurzfilm nach dem Comic, Arte-TV
- 1994: Das Lied der Libelle, Treatment mit Gerhard Seyfried und Michael Klaus, im Auftrag für Studio Babelsberg, Volker Schlöndorff
- 2001: Die Hunde sind schuld, Fernsehfilm, Drehbuch, D.I.E. Film GmbH
- 2001: In meiner Nacht, Kurzfilm, Buch und Regie, Kamera: Katja Fedoulova
- 2002: And I thank you, Kurzfilm, Buch, Kamera und Regie, MerMer Film
- 2002: No sex until marriage (Wilde Mädchen), Comedy Serienkonzept und 90 min. Pilotfilm, d.i.e.film GmbH / Pro7
- 2002: Rascal & Lucille, Kurzfilm, Buch und Regie, MerMer Film
- 2008: Friedenau, Kurzspielfilm, Regie, Network Movie
- 2011: Lollipop Monster, Kinospielfilm, Regie und Co-Drehbuch mit Luci van Org,  ZDF Das kleine Fernsehspiel, Network Movie
- 2016: Who’s That Man?, Dokumentarfilm, Drehbuch zusammen mit Stephan Plank und Reto Caduff, Sugartown Filmproduktion, WDR, Salzgeber Medien
- 2019: Electric Girl, Kinospielfilm, Regie und Co-Drehbuch mit Luci van Org, Dagmar Gabler und Angela Christlieb, NiKo Film
- 2019: Get Lucky – Sex verändert alles, Kinospielfilm, Regie und Drehbuch, Coautoren: O’Neil Sharma und Madeleine Fricke, Deutschfilm, ZDF – Das kleine Fernsehspiel

### Trickfilm / Animation
- 2004: Trickfilmvorspann zu „Schwestern, zum Glück“, Regie: Manfred Stelzer, in Zusammenarbeit mit Filmlounge / Stini Sebald, Network Movie, ZDF
- 2005: Animationstrailer zum Confederation-Cup-Spot, ARD
- 2005: Daumenkino für die ZDF-Serie „Feuer und Flamme“, Network Movie, ZDF
- 2005: FIFA WM 2006 Werbespot Trailer- und Abspannanimation, ARD
- 2006: Trickfilmvorspann zu „Der beste Lehrer der Welt“, Regie: Lars Becker, in Zusammenarbeit mit Trickfilmlounge, Zieglerfilm Köln, ZDF
- 2011: Sämtliche Animationszeichnungen und Illustrationen in “Lollipop Monster”
- 2013: Unsere Mütter, unsere Väter der Motion Comic, Artdirection und Produktion für ZDF Neue Medien

### Comics und Illustrationen
- 1987: „Hallus“ 70-seitiger Comic im Eigenverlag auf der Straße verkauft.
- 1991: „Future Subjunkies“, Comic, 64 Seiten, zusammen mit Gerhard Seyfried, Rotbuch Verlag
- 1993: „Space Bastards“, Comic, 64 Seiten, zusammen mit Gerhard Seyfried, Rotbuch Verlag
- 1993: „Space Bastards“, Wöchentliche Auszüge aus dem Comic, zusammen mit Gerhard Seyfried, im „Zeit Magazin“.
- 1995–1996: „Trip to Zuckland“, Monatliche Comicseiten im Magazin „Frontpage“.
- 1997: „Rascal+Lucille“, Comic 48 Seiten. Rotbuch Verlag
- 1998: „Trau Keinem über 30! - Die 68er“ Comic-Anthologie, Beitrag: „Die Revolution frisst ihre Kinder“, Carlsen Verlag
- 1999: „Frieda“, wöchentliche Comicstripserie in der BZ
- 1999: „Starship Eden“, Comic, 64 Seiten, zusammen mit Gerhard Seyfried, Carlsen Verlag, ISBN 3-551-73781-9
- 2005: „Freakz of the Underground“, 64 S. Fotocomic für das Modelabel „PellePelle“, Konzept, Storyboard, Fotoregie und Koordination
- 2005: „Kinky Masala“, Monatlicher Comicstrip im amm Magazin
- 2006: „Freekz of the Underground Vol.2“, 64 S. Fotocomic für das Modelabel „PellePelle“, Konzept, Storyboard, Fotoregie und Koordination
- 2006: „Per Anhalter durch die Galaxis“, Illustrationen, Poster und Umschlaggestaltung der Schmuckausgabe, zusammen mit Gerhard Seyfried, Zweitausendeins
- 2006: Wahlplakat (Acrylgemälde) und Postkarte „Kreuzberg verpflichtet“ für Heidi Kosche, Bündnis 90/Die Grünen
- 2007: „Die Comics - Alle!“, Sammelband 700 Seiten, zusammen mit Gerhard Seyfried, Verlag Zweitausendeins
- 2007: Comic für Skulptur Projekte Münster: „Die Grünste Stadt der Welt“,
- 2010: „Kraft durch Freunde“,Comicalbum 64 Seiten, zusammen mit Gerhard Seyfried, Verlag Hafmanns & Tolkemitt bei Zweitausendeins
- 2011: „Eyes“ Minicomic, 20 Seiten s/w für Goetheinstitut und British Council Moskau

### Musik
- 1999: Die letzte Schlacht gewinnen wir – Die Erben der Scherben, (Ton Steine Scherben) Bigbeat Records
- 2004: B.Traven – Hommage an einen deutschen Anarchisten, Navao/Karin Kramer Verlag
- 2005: Bleib Gold, Mädchen, Compilation CD, MerMer Records
- 2005: Immer mach ich es kaputt, wenn ich glücklich bin, Single, Königskinder Schallplatten
- 2005: Wo hier bitte gehts nach Shambhala?, Album-CD, MerMer Records

## Auszeichnungen
- 1993: Ausgezeichnet mit dem Literaturpreis Treffen junger Autoren.
- 2000: Mecom Preis zur Förderung junger Filmschaffender für „Ich bin aufgewacht und hab´ gesehen“.
- 2001: Tankred Dorst Drehbuchpreis der Drehbuchwerkstatt München für „Die Hunde sind schuld“.
- 2008–2010: Atelierstipendium im Kunsthaus der Stadt Wiesbaden
- 2011: Don Quijote Award 'Special Mention' in Karlovy Vary für Lollipop Monster
- 2011: Special Mention für ‚Lollipop Monster’ at Buster Filmfest Kopenhagen